# Алендејл (Мисури)
Алендејл (енгл. Allendale) град је у америчкој савезној држави Мисури.

## Демографија
По попису из 2010. године број становника је 53, што је 1 (-1,9%) становника мање него 2000. године.
| Група             | 2000.       | 2010.       |
| Белци             | 54 (100,0%) | 53 (100,0%) |
| Афроамериканци    | 0 (0,0%)    | 0 (0,0%)    |
| Азијати           | 0 (0,0%)    | 0 (0,0%)    |
| Хиспаноамериканци | 0 (0,0%)    | 0 (0,0%)    |
| Укупно            | 54          | 53          |